# گروه رسانه‌ای بائر
گروه رسانه‌ای بائر (انگلیسی: Bauer Media Group) یک مجموعه چندرسانه ای است که مقر آن در هامبورگ آلمان واقع شده است که بالغ بر 600 مجله، جهارصد محصول دیجیتال و پنجاه ایستگاه رادیویی و تلویزیونی در سراسر دنیا را اداره میکند.نمونه کارهای شرکت فوق شامل فروشگاه‌های چاپی، خدمات پستی، توزیع و بازاریابی میباشد.گروه رسانه ای بائر چیزی حدود یازده هزار نیروی کار در هفده کشور جهان را دارا میباشد. هاینریش بائر فرلاگ کی جی یک هولدینگ مرتبط با این گروه میباشد.